# Yağmur Koçyiğit
Yağmur Koçyiğit (ur. 7 września 1988 w Stambule) – turecka siatkarka grająca na pozycji przyjmującej; reprezentantka Turcji.

## Kluby
| Klub               | Kraj      | Lata gry    |
| ------------------ | --------- | ----------- |
| Eczacıbaşı Stambuł | Turcja    | 2004 – 2006 |
| Beşiktaş JK        | Turcja    | 2006 – 2008 |
| Jamper Aguere      | Hiszpania | 2008 – 2009 |
| Beşiktaş JK        | Turcja    | 2009 – 2010 |
| Fenerbahçe SK      | Turcja    | 2010 –      |

## Sukcesy
Klubowe:
- 2010/2011 –  Mistrzostwo Turcji z Fenerbahçe SK
- 2010/2011 –  SuperPuchar Turcji z Fenerbahçe SK
- 2010/2011 –  brązowy medal Ligi Mistrzyń z Fenerbahçe SK
- 2010/2011 –  złoty medal Klubowych Mistrzostw Świata z Fenerbahçe SK
- 2011/2012 –  złoty medal Ligi Mistrzyń z Fenerbahçe SK